# Lost: Zagubieni
Lost: Zagubieni – przygodowa gra akcji stworzona i wydana przez Ubisoft na konsole PlayStation 3, Xbox 360 i na komputery osobiste, na podstawie serialu Zagubieni. Gra została wydana  26 lutego 2008.

## Fabuła
Gracz wciela się w rolę postaci stworzonej specjalnie na potrzeby gry, Elliota Maslowa, fotoreportera, który w wyniku rozbicia samolotu na wyspie traci pamięć i swoje rzeczy. W grze największą rolę odgrywa aparat bohatera i tajemnicze zdjęcie, które wykonał przed wydarzeniami z gry, przez które Elliot może stracić życie.

## Rozgrywka
Gracz eksploruje zamknięte obszary wyspy. Może odwiedzić plażę rozbitków, dżunglę i liczne jaskinie. Poza tym gracz ma okazję odwiedzić lokalizacje znane z serialu: stację Łabędź, Laska, Płomień i Hydrę.
Elliot ma możliwość rozpalania pochodni i używania zapalniczki, może też obsługiwać broń i naprawiać urządzenia. Oprócz tego bohater może rozmawiać z postaciami znanymi z serialu. Na wyspie walutą są różne przedmioty jak np. książka, owoce i woda.

## Postacie
Oprócz Elliota Maslowa można spotkać i porozmawiać z takimi postaciami, jak:
- Jack Shephard, który służy pomocą medyczną, ale nie za bardzo ufa Elliotowi.
- Kate Austen. Zaprzyjaźnia się z Elliotem po tym, jak ten wyjawił jej, że wie o jej kryminalnej przeszłości.
- James „Sawyer” Ford
- John Locke, który służy zawsze pomocą Elliotowi.
- Sayid Jarrah
- Hugo „Hurley” Reyes
- Charlie Pace
- Claire Littleton
- Sun Kwon
- Jin-Soo Kwon
- Michael Dawson
- Desmond Hume
- Benjamin Linus
- Juliet Burke